# Аль-Хелаифи, Нассер
Нассер Ганим Аль-Хелаифи (ناصر بن غانم الخليفي; род. 12 ноября 1973) — катарский бизнесмен и теннисист, председатель -компании beIN Media Group и Qatar Investment Authority, президент Федерации тенниса Катара (QTF) и вице-президент Азиатской федерации тенниса (ATF) по Западной Азии.
Аль-Хелаифи — президент и генеральный  директор футбольного клуба «Пари Сен-Жермен», который полностью принадлежит компании Qatar Sports Investments. Он также член оргкомитета клубного чемпионата мира по футболу. Кроме того, он вошел в исполком УЕФА в качестве представителей Европейской ассоциации клубов (до 2024 года).

## Спортивная карьера
Аль-Хелаифи занимает второе место среди самых успешных катарских теннисистов в Кубке Дэвиса после Султана Халфана, имея на счету 43 поединка (из них 12 побед) в одиночном и 30 встреч (12 побед) в парном разряде. Аль-Хелаифи, чья теннисная карьера продолжалась с 1992 по 2002 год, стал первым катарским теннисистом, участвовавшим в турнирах ATP (в 1996 году на Открытом чемпионате Франции и в 2001 году в Катаре). Он достиг рекордного для себя рейтинга (995 место) в конце 2002 года.
Нассер аль-Хелаифи является президентом Федерации тенниса Катара с 2008 года и вице-президентом Азиатской теннисной федерации по Западной Азии с 2011 года.
В 2025 году футбольный клуб «Пари Сен-Жермен», президентом которого является Аль-Хелаифи, стал победителем Лиги чемпионов УЕФА 2024/2025. Этот трофей стал первым трофеем Лиги чемпионов УЕФА в истории клуба.

## Административная деятельность
Нассер аль-Хелаифи занимает пост генерального директора сети Al Jazeera Sports с 2006 года. Всего за несколько месяцев он добился открытия 14 спортивных каналов и заключения контрактов на трансляцию около 50 основных спортивных мероприятий Африки и Ближнего Востока.
31 декабря 2013 года Al Jazeera Sports была отделена от Al Jazeera Media Network и переименована в beIN Sports. Параллельно созданная beIN Media Group официально стала владельцем beIN Sports. Аль-Хелаифи был назначен председателем и генеральным директором beIN Media Group. Структура beIN Sports включает 22 канала (в том числе 6 каналов высокой чёткости) и вещает в странах Ближнего Востока, Северной Африки, Европы, Северной Америки, Австралии и Азии.
С июля 2011 года Нассер аль-Хелаифи является председателем фонда Qatar Sports Investments (QSi). Главной задачей QSi являются инвестиции в спорт на национальном и международном уровне. В том же месяце фонд, учреждённый тогдашним кронпринцем Катара Тамимом бин Хамадом, приобрёл контрольный пакет акций футбольного клуба «Пари Сен-Жермен» (ПСЖ), и аль-Хелаифи стал председателем наблюдательного совета клуба. QSi также владеет брендом спортивной одежды Burrda и вложила средства в производство формы футбольного клуба «Барселона».
В феврале 2012 года аль-Хелаифи получил французскую премию «Спортивного бизнеса», получив большинство голосов и опередив 9 человек. В ноябре 2013 года новый эмир Катара Тамим бин Хамад, которого связывают с аль-Хелаифи давние деловые и дружеские отношения, назначил его министром без портфеля.